# Нуклеариде
Нуклеариде (лат. Nucleariidae) су група амеба које чине сестринску кладу гљива. Заједно са гљивама, оне формирају кладу Holomycota. Нуклеариде су водени организми који се налазе у слатководним и морским стаништима, као и у фецесу. Оне су слободноживећи фаготрофни предатори који се углавном хране алгама и бактеријама.
Нуклеариде се одликују једноставним, сферним или спљоштеним једноћелијским телима са филоподијама (финим, кончастим псеудоподијама), прекривеним слузавим омотачем. Немају бичеве и микротубуле. Унутар цитоплазме неких врста налазе се ендосимбиотске протеобактерије. Неке врсте су „голе", са само слузавим омотачем као покривачем, док друге (познате као „љуспасте" нуклеариде) имају љуспе на бази силицијума или егзогене честице различитих облика.
Изузетна нуклеарида, Fonticula alba, развија вишећелијска плодоносна тела (сорокарп) за ширење спора. Ово је један од неколико случајева независно еволуиране вишећелијкости унутар кладе Opisthokonta, која обухвата и Holozoa (где спадају животиње) и Holomycota.
Првобитно су нуклеариде биле груписане са другим филозним амебама (тј. онима са филоподијама) на основу површне сличности. Нуклеариде са силицијумским љуспама и оне без њих биле су класификоване у одвојене породице, Pompholyxophryidae и Nucleariidae. Због своје природе слузаве гљиве, род Fonticula је такође био класификован одвојено, посебно са акрасидама и другим слузавим гљивама. Са напретком у електронској микроскопији и молекуларној филогенетици, откривено је да ове три групе припадају истој клади као сестринска група гљива. Због недостатка молекуларних података, ове три групе се третирају као једна породица под именом Nucleariidae.
Постоје различити сукобљени системи класификације нуклеарида изнад нивоа породице. Старији системи их групишу као класу Cristidiscoidea која се састоји од два реда: један за Fonticula и други за преостале врсте. Миколози их сматрају независним царством живота, Nucleariae, са два филума који одражавају та два реда. Протистолози их углавном прихватају као један ред Rotosphaerida, што је најстарији таксономски назив за ове организме.

## Опис
Нуклеариде су једноћелијске амебе које немају бичеве и имају зрачеће филоподије (тј. кончасте псеудоподије). Имају сферно или понекад спљоштено ћелијско тело са једним или неколико уочљивих једара, свако са истакнутим централним једарцетом, осим код родова Fonticula и Parvularia: Parvularia може имати и периферни нуклеоларни материјал, а Fonticula има нејасно једарце. Цитоплазма садржи више вакуола, укључујући хранљиве везикуле, контрактилне вакуоле код слатководних врста и липидне глобуле. Имају релативно једноставне ћелије у поређењу са другим протистима: недостају им бичеви, цитоплазматске микротубуле, екструзоми и посебне органеле. Изузетно, неке врсте садрже ендосимбиотске протеобактерије (најчешће припаднике рода Rickettsia).
Већина нуклеарида има неку врсту слузавог омотача, са или без покривача. Покривачи могу бити направљени од ендогених честица на бази силицијума (познатих као идиозоми) или од егзогених честица (познатих као ксенозоми). Ове честице су развијене у шупље силицијумске љуспе или бодље. Сам слузави омотач — понекад назван гликокаликс — је загонетан, јер може бити присутан или одсутан код истог организма у зависности од услова. Чини се да је направљен од једног или два слоја влакнастог материјала који се пружа паралелно са ћелијском мембраном, и често угошћује бактеријске ектосимбионте. Око ћелијске периферије налазе се карактеристичне хијалинске (тј. провидне) филоподије, које потичу са било које тачке на површини ћелије, понекад се гранају или сужавају, али никада нису круте нити се анастомозирају (спајају једна с другом). За разлику од Heliozoa, ове филоподије нису подржане микротубулама и не садрже екструзоме.
Већина врста током свог животног циклуса развија цисту за мировање, која се састоји од глатке сферне ћелије прекривене једним или више дебелих слојева провидног материјала.

## Екологија
Нуклеариде су распрострањене у воденим телима широм света. Већина живи у различитим слатководним срединама, укључујући воде термалних извора са температуром око 30 °C. Друге се налазе у морским срединама (нпр. Lithocolla), а неке настањују фецес (Fonticula).
Нуклеариде су слободноживећи фаготрофи, и претежно се хране цијанобактеријама и другим алгама. Врсте са малим ћелијама, попут оних из родова Parvularia и Fonticula, хране се малим бактеријама, док веће ћелије попут Nuclearia, Pompholyxophrys и Lithocolla такође могу да се хране детритусом и једноћелијским еукариотским алгама (нпр. дијатомејама). Све су оне спори „пасачи" који вероватно расту као одговор на доступност извора хране, на пример након цветања алги.

## Еволуција
Нуклеариде су међу најближим сродницима гљива, и заједно чине кладу Holomycota. Ова клада је, заузврат, блиско сродна са Holozoa, кладом која садржи животиње и њихове најближе протистске сроднике. Заједно, они формирају кладу Opisthokonta. Након животиња и гљива, нуклеариде представљају трећу познату појаву вишећелијскости међу опистоконтима: врста Fonticula alba, тип слузаве гљиве, способна је за агрегативну вишећелијску плодност која развија сорокарпе (стабљике са масама спора) за ширење. Постојање Fonticula alba сугерише да опистоконти имају велику склоност ка вишећелијскости.
|            | Holozoa (животиње и сродници)                        |
|            |                                                      |
| Holomycota | \| \| Гљиве \| \| \| \| \| \| Нуклеариде \| \| \| \| |
|            | \| \| Гљиве \| \| \| \| \| \| Нуклеариде \| \| \| \| |
|            | Гљиве                                                |
|            |                                                      |
|            | Нуклеариде                                           |
|            |                                                      |

|  | Гљиве      |
|  |            |
|  | Нуклеариде |
|  |            |

|            | Holozoa (животиње и сродници)                        |
|            |                                                      |
| Holomycota | \| \| Гљиве \| \| \| \| \| \| Нуклеариде \| \| \| \| |
|            | \| \| Гљиве \| \| \| \| \| \| Нуклеариде \| \| \| \| |
|            | Гљиве                                                |
|            |                                                      |
|            | Нуклеариде                                           |
|            |                                                      |

|  | Гљиве      |
|  |            |
|  | Нуклеариде |
|  |            |

Нуклеариде су јединствене у свом ширем еволутивном контексту. Апусомонаде (сродници опистоконата), холозое и гљиве су еволуирале од предака који су били једноћелијски фаготрофни флагелати. Опистоконти се, посебно, одликују једним постериорним бичем. Чак и најбазалније гљиве (афелиде, розелиде и микроспоридије) су једноћелијски флагелати који лове друге еукариоте. Последњи заједнички предак нуклеарида, међутим, изгубио је опистоконтни бич и своју ћелијску поларност, а стекао је карактеристичан слузави омотач. Присуство филоподија је чешће међу опистоконтима, и деле га са афелидама и већином холозоа.

## Класификација

### Историја
Историја класификације нуклеарида је пуна неусклађености између морфологије и молекуларне филогенетике. Крајем 19. века, већина врста нуклеарида је већ била описана и класификована са другим голим или љуспастим филозним амебама. Током друге половине 20. века, природњак Хајнрих Рајнер описао је подгрупу Heliozoa, Rotosphaeridia, како би обухватио нефлагелатне, љуспасте, филозне амебе без аксоподија (нуклеариде Pompholyxophrys, Pinaciophora, Lithocolla и Rhabdiophrys).
Протозоолози Џон П. Кан и Фредерик К. Пејџ успоставили су породицу Nucleariidae како би укључили голе родове Nuclearia, Gobiella и Nucleosphaerium (касније синонимизован са Nuclearia). Кроз студије њихове фине ћелијске ултраструктуре путем трансмисионе електронске микроскопије, ред Cristidiscoidida је успостављен унутар класе Filosea, како би обухватио и породицу Nucleariidae и породицу са силицијумским љуспама Pompholyxophryidae (нпр. Pompholyxophrys, Pinaciophora и Rhabdiophrys), јер су сви делили дискоидне митохондријалне кристе као заједничку карактеристику (тј. били су дискокристати).
Род Fonticula је континуирано био искључиван, јер се сматрао акрасидом или слузавом гљивом, све до 1993. године, када је протозоолог Томас Кавалије-Смит креирао поткласу Cristidiscoidia која је обухватила два реда: Nucleariida (са Nucleariidae и Pompholyxophryidae) и Fonticulida (са Fonticulidae). Међутим, касније је сматрао љуспасте нуклеариде (Pompholyxophryidae) припадницима Cercozoa, потпуно одвојеним од голих, али то више није прихваћено. У таксономској ревизији Кирила А. Микрјукова из 1999. године, Cristidiscoidida је сматран млађим синонимом за Rotosphaerida, чиме су коначно уједињене све дискокристатне филозне амебе. Он је такође укључио Belonocystis и Micronuclearia у овај ред, за које се сада зна да припадају Amoebozoa и CRuMs, респективно.
Данас су у употреби различите сукобљене класификације за нуклеариде, у зависности од аутора. Кавалије-Смит је годинама одржавао свој систем, користећи назив Cristidiscoidea као класу свог парафилетског филума Choanozoa, који је укључивао све протисте најближе сродне животињама и гљивама. Миколози су предложили засебно царство Nucleariae са нижим ранговима за два Кавалије-Смитова реда (филуми Nuclearida и Fonticulida, класе Nuclearidea и Fonticulidea), али без прецизирања њиховог таксономског састава. Генерално, протистолози преферирају употребу реда Rotosphaerida, јер има приоритет над новијим називима. Већина студија које користе назив Cristidiscoidea укључивале су само Nuclearia или секвенце из околине, док су оне које користе Rotosphaerida коришћене при проучавању амеба са љуспама, а у новије време и голих.
На нивоу породице, иако су се историјски Nucleariidae и Pompholyxophryidae користиле одвојено за голе и љуспасте нуклеариде, а Fonticulidae искључиво за Fonticula, протистолози данас теже да користе само Nucleariidae, јер не постоји јасна еволутивна разлика између ове три породице.

### Родови
Од свих нуклеарида, само је неколико изоловано и молекуларно анализирано. Многи родови остају као incertae sedis због недостатка молекуларних података, јер је тешко потврдити њихов еволутивни положај осим на основу морфолошке сличности. Следи листа родова нуклеарида са дефинитивним смештајем:
- Fonticula Worley, Raper & Hohl, 1979[8]
- Lithocolla Schulze, 1874
- Nuclearia Cienkowski, 1865 (=Nuclearella Frenzel, 1897; Nuclearina Frenzel, 1897; Nucleosphaerium Cann & Page, 1979)
- Parvularia López-Escardó, 2017[10]
- Pompholyxophrys Archer, 1869 (=Hyalolampe Greeff, 1869)[26]

Следе родови за које се сматра да вероватно припадају овом реду:
- Elaeorhanis Greef, 1873 (=Lithosphaerella Frenzel, 1897; Estrella Frenzel, 1897) – такође може бити сродна са Diplophrys, чланом лабиринтуломицетског реда Amphitremida.[30]
- Pinaciophora Greeff, 1869 (=Pinacocystis Hertwig & Lesser, 1874; Pinaciocystis Roskin, 1929; Potamodiscus Gerloff, 1968)[26]
- Rabdiaster Mikrjukov, 1999[26]
- Rabdiophrys Rainer, 1968[1]
- Thomseniophora Nicholls, 2012[31]
- Vampyrellidium Zopf, 1885